# Anevo
Anevo (bulgariska: Анево) är ett distrikt i Bulgarien.   Det ligger i kommunen Obshtina Sopot och regionen Plovdiv, i den centrala delen av landet, 120 kilometer öster om huvudstaden Sofia.
Trakten runt Anevo består till största delen av jordbruksmark. Runt Anevo är det ganska glesbefolkat, med 50 invånare per kvadratkilometer.